# Lesley Fera
Lesley Fera (California, 23 de noviembre de 1971) es una actriz estadounidense de cine, televisión y teatro.

## Carrera
Fera tiene un notable resumen de notables y fuertes apariciones en las cuales se incluyen Olympia en Big Love, Mary Tate en A Sense of Place, Anna Christie como Anna Christie, entre otras. Pero fue su presentación de la Amante de Lady Chatterley en el Pacific Resident Theatre que la hizo ganar un Back Stage West Garland Award y L.A. Drama Critics Circle Award y una nominación en L.A. Weekly Theater Award.
En pantalla, Fera cuenta con créditos en CSI: Miami, 24, entre otras series, desde 1998 que fue su primera aparición en 3rd Rock from the Sun y como estrella de la pantalla chica.

## Filmografía
- American Horror Story: Apocalypse - Agente Cooperativa (2018)
- Dating in LA and Other Urban Myths (2013) - Penélope
- Southland (2013) - Sargento Waters
- House M.D. - Bombshells (2011) - Kay
- Pretty Little Liars (2010—2017) - Veronica Hastings
- Detroit 1-8-7 (2010) - Dr. Maya Ehrlich
- Criminal Minds - The Fight (2010) - Leslie McBride
- Nip/Tuck - Christian Troy II (2010) - Daniella Creighton
- The Mentalist - Throwing Fire (2009) - Leslie
- Without a Trace - Heartbeats (2009) - Cynthia
- 24 (2009) - Angela Nelson
- Justice - Filicide (2006) and False Confession (2007) - DA Jennifer Reese
- CSI: Miami - Witness to Murder (2004), From the Grave (2005) and Man Down (2007) - Dr. Joyce Carmel
- Cold Case - The War at Home (2006)- Dana Taylor '04
- Numb3rs - Guns and Roses (2006) - ATF Agente Annie Wilson
- Herstory (2005) - Marly
- NYPD Blue - Sergeant Sipowicz' Lonely Hearts Club Band (2005) - Debra Campo
- Medical Investigation - Coming Home (2004) - Gladys Halperin
- ER - NICU (2004) - Helen Kolber
- The Practice - We the People (2003) - A.D.A. Kate Barron
- Judging Amy - Picture of Perfect (2003) - Mrs. Moran
- Presidio Med - Secrets (2002)
- Citizen Baines - Out in the Rain (2001)- Eileen McGuire
- The Drew Carey Show - Bus-ted (2001) - Judy
- Thieves - Home Is Where the Heist Is (2001) - Carla Patterson
- Strong Medicine - Impaired (2001) - Anne
- Gideon's Crossing - The Crash (2001) - Janet Beckman
- The Goddess Within (2001) - Melanie
- Titus - Sex with Pudding (2000) - Paula
- Absence of the Good (1999)
- 3rd Rock from the Sun - The Great Dickdater (1998)- Woman #2